# Guru Nanak Dev
Nanak (Rai Bhoe ki Talwandi, 15 aprile 1469 – Kartarpur, 22 settembre 1539) è stato un mistico indiano, fondatore del sikhismo e primo dei Guru sikh.

## Biografia
Sri Guru Nanak Dev nacque a Rai Bhoe ki Talwandi  nel mese di baisakhi (aprile-maggio) del 1469 e diventò il primo guru sikh nel mese di kartik (ottobre-novembre) del 1496: per questo motivo il suo compleanno viene festeggiato dai sikh il 19 novembre. In seguito la città natale di Nanak fu rinominata in Nankana Sahib (territorio del Pakistan dal 1947).
Morì nel settembre 1539 a Kartarpur (Punjab, Impero Moghul). Egli viaggiò, specialmente nei luoghi di pellegrinaggio, dove insegnava, cantava inni e stabiliva dei centri di culto chiamati dharamsalas. Si stabilì alla fine a Kartarpur con i suoi discepoli. Aveva designato uno dei suoi discepoli, Lahina, come suo successore, così che il movimento dei Sikh proseguì dopo la sua morte con la successione dei Guru.
Gli insegnamenti di Guru Nanak Dev si basano su tre principi derivati da una frase attribuita a lui, la quale afferma:
"Meditate costantemente sul Nome, lavorate con impegno, dividete con gli altri ciò che guadagnate." egli anche affermò: "Non ci sono indù, non ci sono musulmani".
Di conseguenza i tre principi derivati dai suoi insegnamenti:
1. ricordare Dio in ogni momento;
2. guadagnare lavorando onestamente;
3. condividere il guadagno.

## Il pensiero di Guru Nanak Devi ji
Guru Nanak Dev ji affermò che "Dio è uno, il suo nome è verità, creatore immanente, senza timori, senza ostilità, di forma immortale, ingenerato, autosussistente, conosciuto dalla grazia del Guru". Gli esseri umani sono legati al karma, la legge morale delle cause e degli effetti. Dio concede loro l'aiuto, (la grazia, prasad) per innalzarsi attraverso cinque stadi, dall'essere un malvagio o manmukh fino a diventare devoti del Guru e assorbiti in Lui (gurmukh). Il manmukh vive nei cinque mali morali che sono simili ai peccati mortali dei cristiani, e si perde nel maya, che per i Sikh è l'errore che porta a dare più valore alle cose materiali che alle spirituali. Lo stadio finale è la totale beatitudine, o sachkand, aldilà delle parole e del ciclo delle rinascite (reincarnazione).